# Mamamoo
Mamamoo (kor. 마마무, zapis stylizowany: MAMAMOO) – południowokoreański girlsband założony w 2014 roku przez RBW. Grupa oficjalnie zadebiutowała 18 czerwca 2014 roku, wydając minialbum Hello. W skład zespołu wchodzą: Solar, Moonbyul, Wheein oraz Hwasa.

## Historia

### Przed debiutem
Przed oficjalnym debiutem Mamamoo współpracowały z kilkoma artystami. Ich pierwsza współpracą była piosenka „Don't Be Happy” (kor. 행복하지마) nagrana z Bumkeyem, która została wydana 8 stycznia 2014 roku. Druga piosenka „Peppermint Chocolate” (kor. 썸남썸녀), wykonana z K.Willem i z udziałem Wheesunga, została wydana 11 lutego. 30 maja Mamamoo wydały trzecią piosenkę przy współpracy z rapowym duetem Geeks, zatytułowaną „HeeHeeHaHeHo” (kor. 히히하헤호).

### 2014: Debiut zHelloiPiano Man
Zespół zadebiutował 18 czerwca 2014 roku z minialbumem pt. Hello. Głównym singlem z płyty był „Mr. Ambiguous” (kor. Mr.애매모호). W teledysku gościnnie wystąpiło wielu znanych postaci z branży K-popu, takich jak Jonghyun z CNBLUE, Baek Ji-young, Wheesung, Jung Joon-young, Bumkey, K.Will i Rhymer z Brand New Music. Płyta zawierała trzy wcześniej wydane piosenki i cztery nowe utwory. Grupa wystąpiła po raz pierwszy na żywo 19 czerwca w programie M Countdown. 27 czerwca Mamamoo wykonały „Peppermint Chocolate” z K.Willem i Ravim z VIXX w programie Music Bank "Half-Year" Special. 5 lipca Mamamoo zorganizowały guerrilla concert na Uniwersytecie Hongik w Seulu. W lipcu wydały swój pierwszy oryginalny soundtrack, zatytułowany Love Lane, do koreańskiego serialu Yeon-ae malgo gyeolhon.
21 listopada grupa wydała drugi minialbum Piano Man z głównym singlem o tym samym tytule. Tytułowa piosenka osiągnęła 41. miejsce na liście Gaon Digital Chart.

### 2015:Pink Funky
2 kwietnia 2015 roku Mamamoo wydały „Ahh Oop!”, pierwszy singel z trzeciego minialbumu zatytułowanego Pink Funky. Piosenka została nagrana wspólnie z Esną. 13 czerwca grupa udała się do Ułan Bator w Mongolii, aby wystąpić na imprezie sponsorowanej przez Ambasadę Korei Południowej, razem z zespołami Crayon Pop i K-Much. Był to koncert upamiętniający 25. rocznicę stosunków dyplomatycznych między Koreą Południową a Mongolią.
19 czerwca miał swoją premierę minialbum Pink Funky i główny singel „Um Oh Ah Yeh” (kor. 음오아예 (Um Oh Ah Yeh)). Piosenka odniosła komercyjny sukces, osiągając trzecie miejsce na liście Gaon Digital Chart. 23 sierpnia, po zakończeniu promocji, Mamamoo zorganizowały pierwsze spotkanie z fanami, zatytułowane 1st Moo Party, na którym spotkały się z 1200 fanami w Parku Olimpijskim w Seulu. Bilety na spotkanie wyprzedały się w ciągu jednej minuty, więc agencja zorganizowała dodatkowe spotkanie dla 1200 fanów tej samej nocy. Kolejne spotkanie Moo Party odbyło się także w Los Angeles, w dniu 4 października. Była to ich pierwsza podróż do Stanów Zjednoczonych. Mamamoo wystąpiły wspólnie z kolegą z wytwórni, Basickiem, w koreańskim programie survivalowym Show Me the Money.
29 sierpnia Mamamoo wystąpiły w programie Immortal Song wykonując piosenkę „Delilah” Jo Young-nama. 31 października grupa ponownie wystąpiła w programie Immortal Song 2, wykonując piosenkę piosenkarza Bae Ho „Backwood's Mountain” (kor. 두메 산골). Ich występ zdobył pierwsze zwycięstwo w tym programie,  z 404 punktami.

### 2016–2017:Melting,MemoryiPurple

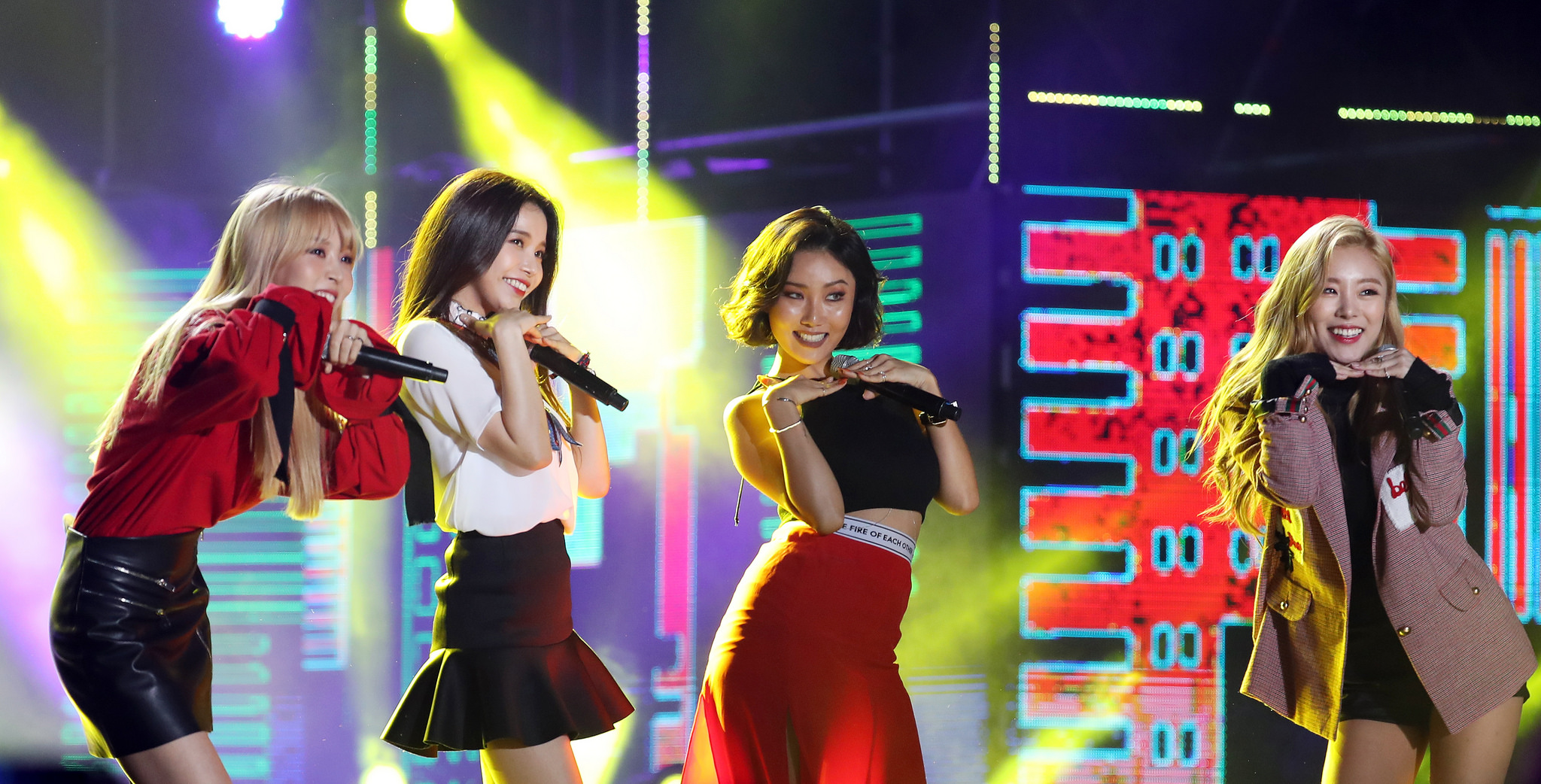
Mamamoo podczas Korea Sale Festa Opening Ceremony (30 września 2016)

10 stycznia 2016 roku RBW zapowiedziało pierwszy solowy koncert Mamamoo, zatytułowany 2016 Mamamoo Concert-Moosical. Występy odbyły się w 13-14 sierpnia w Olympic Hall w Seulu. W ciągu minuty wyprzedano 7000 biletów na koncert.
26 stycznia Mamamoo wydały balladę R&B „I Miss You” z pierwszego albumu studyjnego Melting. 11 lutego został wydany kolejny utwór „1cm/Taller than You” (kor. 1cm의 자존심), wraz z teledyskiem. Album ukazał się 26 lutego, debiutując na 3. pozycji listy Gaon Album Chart. Główny singel „You're the Best” (kor. 넌 is 뭔들) również zadebiutował na 3. miejscu listy Gaon Digital Chart.
6 marca grupa zdobyła pierwsze zwycięstwo w programie muzycznym Inkigayo dzięki piosence „You're the Best”, a następnie wygrała w Music Bank, M Countdown i innych. Singel zdobył łącznie osiem nagród. 16 marca Mamamoo wystąpiły w Austin w Teksasie na South By Southwest's K-Pop Night Out. 25 czerwca wystąpiły na festiwalu KCON NY w Newark, New Jersey. Wraz z zespołem GFriend wystąpiły także w 7 sezonie programu SHOWTIME.
31 sierpnia członkinie zespołu wydały single „Angel” i „Dab Dab” w podgrupach składających się z wokalistek (Solar i Wheein) oraz raperek (Moonbyul i Hwasa). 21 września grupa wydała kolejny cyfrowy singel „New York” i towarzyszący mu teledysk. Po zakończeniu promocji piosenki agencja zespołu ogłosiła, że grupa powróci 7 listopada z czwartym minialbumem – Memory. Głównym singlem z płyty jest „Décalcomanie” (kor. Decalcomanie (데칼코마니)). Niedługo potem Mamamoo wzięły udział w kilku dorocznych rozdaniach nagród, a także nagrały piosenkę do ścieżki dźwiękowej serialu Goblin, pt. „Love”, która ukazała się 15 stycznia 2017 roku.
19 stycznia 2017 roku Mamamoo zapowiedziały czwartą solową serię koncertów, zatytułowaną „2017 Mamamoo Concert Moosical: Curtain Call”, która odbyła się w dniach 3-5 marca w Seulu i 19–20 sierpnia w Pusanie, w KBS Busan Hall. Grupa spotkała się z krytyką za występowanie z makijażem blackface, gdy w ramach koncertu odtworzono nagranie mające odtworzyć fragment teledysku do „Uptown Funk”, zawierające członkinie parodiujące Bruno Marsa i występujące w ciemniejszym makijażu. Klip został wycięty z następnych dat koncertów i natychmiast wydano wiele przeprosin, w tym jedno bezpośrednio od członkiń.
22 czerwca ukazał się piąty minialbum pt. Purple, wraz z teledyskiem do głównego singla „Yes I am” (kor. 나로 말할 것 같으면 (Yes I am)). Piosenka szybko wspięła się na pierwsze miejsce na liście Melon w czasie rzeczywistym, a także zdobyła kilka nagród z programów muzycznych, w tym także M Countdown. Zajęła również pierwsze miejsce na liście World Album Charts Billboardu.

### 2018–2020: ProjektFour Seasons,Reality in BlackiTravel
4 stycznia 2018 roku Mamamoo wydały singel „Paint Me”, który był wstępem do nadchodzącego projektu „Four Seasons”. Celem projektu było zaprezentowanie czterech albumów, z których każdy łączy jeden kolor danej pory roku i pasującą do niego charakterystykę danej członkini. Grupa oświadczyła, że pragnie pokazać swoją głębię jako artystki i zaprezentować bardziej dojrzały styl tego projektu. Pierwszy minialbum będący częścią projektu, pt. Yellow Flower, ukazał się 7 marca. Tego samego dnia udostępniono teledysk do głównego singla „Starry Night” (kor. 별이 빛나는 밤).
11 lipca zapowiedziano trzeci solowy koncert 2018 Mamamoo Concert 4Seasons S/S, który odbył się w SK Olympic Handball Gymnasium w Seulu w dniach 18–19 sierpnia. Bilety zostały wyprzedane w ciągu dwóch minut od udostępnienia. Siódmy minialbum Red Moon ukazał się 16 lipca, wraz z „Egotistic” (kor. 너나 해 (Egotistic)) jako głównym singlem. W pierwszym tygodniu od premiery zadebiutował na 4. miejscu listy Billboard World Albums ze sprzedanym tysiącem kopii w Stanach, a także na 25. pozycji listy Heatseekers Albums. Zajął również trzecie miejsce na liście Gaon Album Chart. Promocje z piosenką „Egotistic” zakończyły się 5 sierpnia w programie Inkigayo.
Pierwszy japoński singel, „Décalcomanie”, został wydany 3 października przez wytwórnię Victor Entertainment. Debiutancki krążek zajął 11. pozycję listy Oricon Singles Chart.
Kolejny koreański minialbum, zatytułowany Blue;s, miał swoją premierę 29 listopada, wraz z „Wind flower” jako głównym singlem. Ostatni minialbum z projektu, White Wind, został wydany 14 marca 2019 roku. Promował go singel „Gogobebe” (kor. 고고베베 (gogobebe)).
27 marca Mamamoo zapowiedziały czwartą solową serię koncertów, zatytułowaną „2019 Mamamoo Concert 4Seasons F/W”, która odbyła się w dniach 19–21 kwietnia, w Jangchung Gymnasium, w Seulu. Koncerty były wielkim finałem projektu Four Seasons Four Colours, który rozpoczął się w marcu 2018 roku w celu odtworzenia tożsamości grupy.
24 lipca grupa wydała nowy singel pt. „Gleam”, skomponowany przez Cosmic Sound jako CF (film reklamowy) dla Davich Eyeglasses.
Drugi koreański album studyjny – Reality in Black – został wydany 14 listopada, z głównym singlem „Hip”.
19 lutego 2020 roku zespół wydał trzeci japoński cyfrowy singel pt. „Shampoo”. Utwór ten, razem z japońską wersją piosenki „Hip”, znalazł się na japońskiej j edycji płyty, która ukazała się 11 marca. We wrześniu wydały promocyjny singel „Wanna Be Myself”, we współpracy z marką sportową Andar.
Dziesiąty minialbum Travel ukazał się 3 listopada, wraz z teledyskiem do głównego singla „Aya”. Przed premierą płyty, 20 października, został wydany singel „Dingga”.

### Od 2021: ProjektWAW
22 stycznia 2021 roku RBW ogłosiło, że Solar i Moonbyul przedłużyły swoje umowy z agencją, podczas gdy Wheein i Hwasa nadal dyskutowały o przedłużeniu. 30 marca Hwasa oficjalnie przedłużyła swoją umowę z RBW. 1 maja odbył się globalny koncert wirtualny na platformie LiveNOW. Grupa wykonała kilka swoich największych hitów, w tym „Dingga”, „Hip” i „Starry Night”, choć koncert spotkał się z pewną krytyką za to, że został nagrany z wyprzedzeniem i nie spełniał w pełni oczekiwań fanów.
W maju grupa opublikowała zwiastun przez swoje media społecznościowe, potwierdzając powrót całej grupy w czerwcu. Tym samym zapowiedziano projekt 2021 WAW (Where Are We) z okazji siódmej rocznicy powstania grupy, którego częścią będą album, letni koncert i film dokumentalny. 18 maja grupa ogłosiła w swoich mediach społecznościowych, że ich jedenasty minialbum WAW zostanie wydany 2 czerwca, wraz z głównym singlem „Where Are We Now”. Płyta uplasowała się na szczycie list albumów iTunes w 21 krajach na całym świecie i sprzedała w liczbie ponad 40 tys. egzemplarzy w dniu premiery (wg Hanteo).
11 czerwca wytwórnia zespołu ogłosiła, że Wheein odejdzie z RBW po tym, jak zdecydowała się nie przedłużyć umowy na wyłączność z agencją, ale podpisała polubowne porozumienie o przedłużeniu niektórych działań w zespole do grudnia 2023 roku.

## Członkinie
| Pseudonim   | Pseudonim | Prawdziwe imię | Prawdziwe imię | Data urodzenia        | Pozycja                                      |
| Latynizacja | Hangul    | Latynizacja    | Hangul         | Data urodzenia        | Pozycja                                      |
| ----------- | --------- | -------------- | -------------- | --------------------- | -------------------------------------------- |
| Solar       | 솔라      | Kim Yong-sun   | 김용선         | 21 lutego 1991(dts)   | wokal, liderka                               |
| Moonbyul    | 문별      | Moon Byul-yi   | 문별이         | 22 grudnia 1992(dts)  | główna raperka, tancerka, wokal wspomagający |
| Wheein      | 휘인      | Jung Whee-in   | 정휘인         | 17 kwietnia 1995(dts) | wokal, tancerka                              |
| Hwasa       | 화사      | Ahn Hye-jin    | 안혜진         | 23 lipca 1995(dts)    | wokal, raperka, maknae                       |

## Dyskografia

### Albumy studyjne
| Rok                                            | Dane dot. albumu                                                                                   | Najwyższa pozycja | Najwyższa pozycja | Najwyższa pozycja | Sprzedaż        |
| Rok                                            | Dane dot. albumu                                                                                   | KOR (Gaon)        | JPN (Oricon)      | US World Albums   | Sprzedaż        |
| Koreańskie                                     | Koreańskie                                                                                         | Koreańskie        | Koreańskie        | Koreańskie        | Koreańskie      |
| ---------------------------------------------- | -------------------------------------------------------------------------------------------------- | ----------------- | ----------------- | ----------------- | --------------- |
| 2016                                           | Melting - Wydany: 26 lutego 2016 - Wytwórnia: RBW - Format: CD, digital download                   | 2                 | –                 | 8                 | - KOR: 43 016+  |
| 2019                                           | Reality in Black - Wydany: 14 listopada 2019 - Wytwórnia: RBW - Format: CD, digital download       | 1                 | –                 | 11                | - KOR: 124 843+ |
| Japońskie                                      | |                   |                   |                   |                 |
| 2019                                           | 4colors - Wydany: 7 sierpnia 2019 - Wytwórnia: Victor Entertainment - Format: CD, digital download | –                 | 14                | –                 | - JPN: 7966     |
| "–" oznacza, że wydawnictwo nie było notowane. | |                   |                   |                   |                 |

### Minialbumy
| Rok        | Dane dot. albumu                                                                                       | Najwyższa pozycja | Najwyższa pozycja | Sprzedaż                   |
| Rok        | Dane dot. albumu                                                                                       | KOR               | US World Albums   | Sprzedaż                   |
| Koreańskie | Koreańskie                                                                                             | Koreańskie        | Koreańskie        | Koreańskie                 |
| ---------- | --- | ----------------- | ----------------- | -------------------------- |
| 2014       | Hello - Wydany: 18 czerwca 2014 - Wytwórnia: WA Entertainment - Format: CD, digital download           | 19                | –                 | - KOR: 12 972+             |
| 2014       | Piano Man - Wydany: 21 listopada 2014 - Wytwórnia: WA Entertainment - Format: CD, digital download     | 8                 | –                 | - KOR: 6922+               |
| 2015       | Pink Funky - Wydany: 19 czerwca 2015 - Wytwórnia: Rainbow Bridge World - Format: CD, digital download  | 6                 | 7                 | - KOR: 16 297+             |
| 2016       | Memory - Wydany: 7 listopada 2016 - Wytwórnia: Rainbow Bridge World - Format: CD, digital download     | 3                 | 12                | - KOR: 53 634+             |
| 2017       | Purple - Wydany: 22 czerwca 2017 - Wytwórnia: Rainbow Bridge World - Format: CD, digital download      | 2                 | 1                 | - KOR: 55 589+ - US: 1000+ |
| 2018       | Yellow Flower - Wydany: 7 marca 2018 - Wytwórnia: Rainbow Bridge World - Format: CD, digital download  | 1                 | 7                 | - KOR: 60 114+             |
| 2018       | Red Moon - Wydany: 16 lipca 2018 - Wytwórnia: Rainbow Bridge World - Format: CD, digital download      | 3                 | 4                 | - KOR: 66 420+ - US: 1000+ |
| 2018       | Blue;s - Wydany: 29 listopada 2018 - Wytwórnia: Rainbow Bridge World - Format: CD, digital download    | 7                 | –                 | - KOR: 59 698+             |
| 2019       | White Wind - Wydany: 14 marca 2019 - Wytwórnia: Rainbow Bridge World - Format: CD, digital download    | 1                 | 5                 | - KOR: 77 249+             |
| 2020       | Travel - Wydany: 3 listopada 2020 - Wytwórnia: Rainbow Bridge World - Format: CD, digital download     | 2                 | –                 | - KOR: 174 646+            |
| 2021       | WAW - Wydany: 2 czerwca 2021 - Wytwórnia: Rainbow Bridge World - Format: CD, digital download          | 5                 | –                 | - KOR: 135 200+            |
| 2022       | Mic On - Wydany: 11 października 2022 - Wytwórnia: Rainbow Bridge World - Format: CD, digital download | 7                 | –                 | - KOR: 132 110+            |